# Neurosciences comportementales
Les neurosciences comportementales, également connues sous les termes de psychologie biologique, biopsychologie, ou psychobiologie concernent l'application des principes de la biologie, en particulier de la neurobiologie à l'étude des processus mentaux et des comportements des humains et des animaux. Un chercheur de cette branche pourrait par exemple étudier le comportement de l'empreinte inhabituelle chez les oisons et le comparer à l'attachement chez le jeune enfant pour construire une théorie autour de ces phénomènes. Ce champ de recherche s'intéresse également à la mesure de variable biologique (anatomique, physiologique ou génétique) pour le relier quantitativement ou qualitativement à une variable psychologique ou comportementale et contribue donc à la pratique factuelle (fondée sur des preuves ou des données probantes).

## Histoire
Les neurosciences comportementales, en tant que discipline scientifique, émergent depuis une variété de traditions scientifiques et philosophiques biologisantes des 18 et 19e siècles. Dans le domaine de la philosophie, des hommes tels que René Descartes ont proposé des modèles physiques pour expliquer le comportement humain et animal. D'autres philosophes ont également aidé à la naissance de la psychologie. L'un des premiers ouvrages de ce nouveau domaine s'intitule The Principles of Psychology de William James (1890) expliquant que l'étude scientifique de la psychologie devrait avoir une approche biologique. James, comme la plupart des premiers psychologues, possédait une large connaissance de la psychologie. L'émergence des neurosciences comportementales et psychologiques en tant que sciences légitimes peuvent se tracer de l'émergence de la physiologie depuis l'anatomie, en particulier la neuroanatomie. Des médecins menaient des expériences sur des organismes vivants. Des études de Claude Bernard, Charles Bell, et William Harvey ont aidé à convaincre la communauté scientifique que des données supplémentaires pouvaient être obtenues grâce à des études sur des sujets vivants.